# Map of the Soul: Persona
Map of the Soul: Persona – szósty minialbum południowokoreańskiej grupy BTS, wydany 12 kwietnia 2019 roku. Jest to kontynuacja serii albumów z 2018 roku – Love Yourself: Tear i Love Yourself: Answer, i poprzedził światową trasę koncertową Love Yourself: Speak Yourself. EP został wydany w przedsprzedaży 13 marca.
Minialbum został wydany w czterech wersjach i zawiera 7 utworów, głównym singlem jest „Boy with Luv”. Wersja fizyczna zawierała dodatkowo dwa utwory. Przed premierą płyta otrzymała ponad 3 mln zamówień, według dystrybutora Dreamus.
Zadebiutował na pierwszym miejscu amerykańskiej listy Billboard 200, dzięki czemu BTS zostali pierwszym zespołem od czasu The Beatles, którego trzy albumy uplasowały się na pierwszym miejscu tej listy w niecały rok. Album znalazł się również na szczycie listy albumów w Wielkiej Brytanii.
W Polsce krążek osiągnął status złotej płyty.

## Kompozycja i produkcja
Map of the Soul: Persona czerpie inspiracje z różnych miejsc. Sam album oparty jest na książce Jungs Landkarte der Seele (ang. Jung's Map of the Soul), mówiącej o teoriach psychologii stworzonych przez Carla Junga.
Główny singiel „Boy with Luv” został opisany jako funkowo-popowa piosenka o szczęściu i miłości. Służy jako równoległy utwór do ich wcześniejszej piosenki „Boy In Luv”. W teledysku „Persona” zostały zawarte takie słowa, jak „persona”, „shadow” i „ego”, które bezpośrednio odwołują się do teorii Carla Junga. Piosenka została opisana jako próba odpowiedzenia na pytanie „Kim jestem?”.
„Mikrokosmos” i „Home” to utwory dedykowane fanom, ponieważ oni są domem, który pociesza BTS, gdy są zmęczeni i samotni. Utwór „Mikrokosmos” to nazwa serii kompozycji fortepianowych Béli Bartóka, choć koreańskie tłumaczenie utworu to mikrokosmos, o innym znaczeniu (idea filozoficzna).
„Make It Right” to kolaboracja pomiędzy BTS i Edem Sheeranem, a piosenka „Jamais Vu” została wykonana przez członków J-Hope, Jina i Jungkooka. Minialbum zawiera również odniesienia do mitologii greckiej, z utworem pt. „Dionizos” – od greckiego boga winogron i wina, oraz ich zdjęć koncepcyjnych, przedstawiających kilku członków trzymających winogrona. Został opisany jako silny utwór hip-hopowy z intensywnym rytmem, znacznym wpływem rocka i efektami vocodera.

## Lista utworów
| CD | CD | CD | CD                        | CD      |
| Nr | Tytuł utworu                                                                                          | Słowa i muzyka | Produkcja                 | Długość |
| -- | --- | --- | ------------------------- | ------- |
| 1. | „Intro: Persona”                                                                                      | Hiss Noise, RM, Pdogg | Hiss Noise                | 2:54    |
| 2. | „Jageun geotdeureul wihan si (Boy with Luv)” (kor. 작은 것들을 위한 시 (Boy with Luv)) (feat. Halsey) | Pdogg, RM, Melanie Joy Fontana, Michel "Lindgren" Schulz, "Hitman" Bang, Suga, Emily Weisband, J-Hope, Ashley Frangipane       | Pdogg                     | 3:49    |
| 3. | „Souju (Mikrokosmos)” (kor. 소우주 (Mikrokosmos))                                                     | Matty Thomson, Max Lynedoch Graham, Marcus McCoan, RM, Suga, J-Hope, "DJ Swivel" Young, Candace Nicole Sosa, Fontana, Lindgren | Arcades                   | 3:46    |
| 4. | „Make It Right”                                                                                       | Fred Gibson, Ed Sheeran, Benjy Gibson, Jo Hill, RM, Suga, J-Hope                                                               | Fred Gibson               | 3:42    |
| 5. | „HOME”                                                                                                | Pdogg, RM, Lauren Dyson, Tushar Apte, Suga, J-Hope, Krysta Youngs, Julia Ross, Bobby Chung, Song Jae-kyung, Adora              | Pdogg                     | 4:00    |
| 6. | „Jamais Vu” (wyk. Jin, J-Hope i Jungkook)                                                             | McCoan, Owen Roberts, Thomson, Graham, James F. Reynolds, RM, J-Hope, "Hitman" Bang                                            | Arcades, Bad Milk, McCoan | 3:46    |
| 7. | „Dionysus”                                                                                            | Pdogg, J-Hope, Supreme Boi, RM, Suga, Roman Campolo                                                                            | Pdogg                     | 4:08    |

## Notowania
| Lista                              | Najwyższa pozycja |
| ---------------------------------- | ----------------- |
| ARIA Charts                        | 1                 |
| Ultratop 200 Albums (Flandria)     | 3                 |
| Ultratop 200 Albums (Walonia)      | 16                |
| Album Top 100 (Holandia)           | 2                 |
| Suomen virallinen lista            | 3                 |
| Offizielle Top 100                 | 3                 |
| Albums Chart                       | 6                 |
| FIMI                               | 5                 |
| Billboard Japan Hot Albums         | 6                 |
| Oricon Weekly Digital Albums Chart | 1                 |
| New Zealand Albums (RMNZ)          | 1                 |
| VG-lista                           | 3                 |
| Scottish Albums (OCC)              | 1                 |
| UK Albums (OCC)                    | 1                 |
| Gaon Weekly Album Chart            | 1                 |
| Veckans albumlista                 | 2                 |
| Billboard 200                      | 1                 |
| Polish Albums (ZPAV)               | 2                 |

## Sprzedaż i certyfikaty
| Kraj                    | Sprzedaż  | Certyfikat |
| ----------------------- | --------- | ---------- |
| Korea Południowa (Gaon) | 3 845 914 | 3x Million |
| Japonia (Oricon)        | 350 652+  | Złoty      |
| Chiny                   | 522 575+  | –          |
| Stany Zjednoczone       | 500 000+  | Złoty      |
| Francja                 | 50 000+   | Złoty      |
| Wielka Brytania         | 100 000+  | Zloty      |
| Polska                  | 10 000+   | Złoty      |
| Belgia                  | 10 000+   | Złoty      |